# The Castles of Burgundy
The Castles of Burgundy é um jogo de tabuleiro para dois a quatro jogadores, ambientado na Borgonha Medieval. Publicado em 2011 pela Ravensburger, foi desenvolvido por Stefan Feld e ilustrado por Julien Delval e Harald Lieske. É considerado um clássico do gênero Eurogame, e foi aclamado como um dos jogos mais influentes da década. Apesar de envolver dados, trata-se principalmente de um jogo de estratégia, em que o azar afeta pouco o resultado.

## Dinâmica do jogo
Em The Castles of Burgundy, as pessoas jogadoras coletam peças hexagonais, que usam para preencher seus tabuleiros pessoais. A seleção das peças ocorre principalmente associada aos resultados dos dados, mas a colocação das peças dá benefícios, que incluem poder escolher ou mesmo colocar outras peças. Há uma bonificação à medida que regiões ou famílias inteiras de peças.

## Recepção
A Ars Technica analisou o jogo como tendo "um tema brando, uma arte seca, componentes de má qualidade", mas também "algumas das melhores dinâmicas de jogos de estratégia".